# Mike Amesbury
Michael Lee Amesbury, né le 7 mai 1969 à Wythenshawe, est un homme politique britannique, membre du Parti travailliste. Il est député pour Weaver Vale de 2017 à 2024 et pour Runcorn and Helsby de 2024 à 2025. 

## Éducation
Né le 7 mai 1969 à Wythenshawe,, Mike Amesbury fait ses études à l'Ilkley College et à l'université d'Angleterre centrale.

## Carrière
Conseiller en carrière de métier, Amesbury travaille auparavant en tant que gestionnaire au service de conseil en carrière Connexions. Il travaille également en tant que conseiller parlementaire principal auprès de la secrétaire à l'éducation fantôme, Angela Rayner et en tant que conseiller politique et gestionnaire des parties prenantes pour la campagne d'Andy Burnham pour devenir maire du Grand Manchester. Il est administrateur de City South Manchester Housing Trust, une entreprise sociale primée offrant des logements abordables dans les régions de Fallowfield, Hulme, Moss Side et Whalley Range au sud de Manchester. Il est également conseiller politique auprès du Conseil de Tameside.

## Carrière politique
Amesbury rejoint le Parti travailliste à l'âge de 17 ans après avoir déménagé avec sa famille dans le Yorkshire, où il se dit politisé par l'impact sur les familles locales de la politique de Margaret Thatcher et de la grève des mineurs qui a suivi.
Il est animateur régional et directeur de la collecte de fonds et des événements pour les travailistes et est ensuite élu au Forum politique national (NPF) du parti, le bras décisionnel du Parti travailliste.
Amesbury est élu au conseil municipal de Manchester représentant Fallowfield Ward en 2006, battant le libéral démocrate sortant, et réélu en 2010 et 2014,. Comme membre exécutif pour la culture et les loisirs, il contribue à la mise en place du Musée national du football dans la ville. Il démissionne après son élection à la Chambre des communes, déclenchant une élection partielle dans son quartier en juillet 2017.
Amesbury remporte la circonscription de Weaver Vale contre le sortant conservateur Graham Evans aux élections législatives de 2017 avec un swing de 4,3 %. Il est nommé secrétaire privé parlementaire dans l'équipe du Département fantôme du travail et des retraites en janvier 2018, et en juillet de la même année, il est promu ministre de l'emploi fantôme ,.
Il est membre des syndicats UNISON et GMB. Il fait campagne pour « rester » lors du référendum d'adhésion à l'UE en 2016.
En avril 2020, Amesbury est nommé ministre du cabinet fantôme pour le logement et la planification dans un remaniement après l'élection de Keir Starmer à la tête du parti travailliste.
Il est réélu député en 2019 et de nouveau en 2024 dans la nouvelle circonscription de Runcorn and Helsby.
Le 26 octobre 2024, Amesbury est filmé face à un homme allongé sur la route et criant : « Vous ne menacerez plus jamais le député, n'est-ce pas ? ». La police du Cheshire a déclaré qu'une agression avait été signalée et qu'aucune arrestation n'avait été effectuée. Les images d'un dispositif de vidéo-surveillance ont ensuite été diffusées montrant Amesbury assénant un premier coup de poing au visage de l'individu puis continuant à le frapper au sol. Le 24 février 2025, il comparaît devant le tribunal de première instance de Chester, qui le condamne à dix semaines d'emprisonnement. Il fait cependant appel devant la cour de la Couronne qui confirme la sentence mais lui accorde un sursis de deux ans.
Après avoir quitté le Parti travailliste, il démissionne de son mandat de député le 17 mars 2025.

## Vie privée
Amesbury est marié et a un fils .